# Rimae Plinius
Le Rimae Plinius sono una struttura geologica della superficie della Luna.